# Leušići
Leušići (cyr. Леушићи) – wieś w Serbii, w okręgu morawickim, w gminie Gornji Milanovac. W 2011 roku liczyła 129 mieszkańców.